# Calore Lucano
A Calore Lucano egy folyó Campania déli részében, a Sele egyik legjelentősebb mellékfolyója. A Monte Cervati északi lejtőjéről ered, áthalad a Cilento és Vallo di Diano Nemzeti Parkon, majd Paestum romjai mellett a Selébe ömlik. A Lucano megnevezés arra utal, hogy az ősi Lucania területén halad át, ugyanakkor megkülönbözteti a Campania északi részén keresztülfolyó Calore Irpino folyótól